# Acrodon
Acrodon es un género con 7 especies de plantas suculentas perteneciente a la familia Aizoaceae. Se encuentra en Sudáfrica.

## Taxonomía
Acrodon fue descrito por el taxónomo y botánico inglés, Nicholas Edward Brown, y publicado en Gard. Chron., ser. 3. 81: 12 (1927). La especie tipo es: Acrodon bellidiflorus (L.) N.E.Br (Mesembryanthemum bellidiflorum L.)
Etimología
Acrodon: nombre genérico que  proviene de las palabras griegas:  akros = "punta" y odons = "diente" donde se refiere a las hojas dentadas.

## Especies
A continuación se brinda un listado de las especies del género Acrodon aceptadas hasta julio de 2011, ordenadas alfabéticamente. Para cada una se indica el nombre binomial seguido del autor, abreviado según las convenciones y usos.
- Acrodon bellidiflorus N.E.Br.
- Acrodon deminutus Klak
- Acrodon duplessiae (L.Bolus) Glen
- Acrodon leptophyllus (L.Bolus) Glen
- Acrodon parvifolius du Plessis
- Acrodon purpureostylus (L.Bolus) Burgoyne
- Acrodon quarcicola H.E.K.Hartmann
- Acrodon subulatus N.E.Br.